# Castello di Montechiaro (Palma di Montechiaro)
Il castello di Montechiaro, l'unico dei manieri chiaramontani in Sicilia edificato su un costone roccioso a picco sul mare, sorge nel Comune di Palma di Montechiaro, in prossimità di Marina di Palma.

## Storia
Realizzato nel 1353 su ordine di Federico III Chiaramonte fu, per la sua posizione strategica, di grande importanza nella storia della lotta contro i pirati.

Dopo la morte di Andrea Chiaramonte e la confisca di tutti i suoi beni, il castello passò alla famiglia Moncada che ne cambiò il nome in Montechiaro, con il chiaro intento di cancellare la memoria dei precedenti signori.

Dopo vari passaggi la fortezza pervenne prima ai Caro, e poi nel XVII secolo, per linea femminile, alla famiglia Tomasi un componente della quale, Carlo Tomasi Caro, ricevette dal re Filippo IV di Spagna il titolo di duca di Palma.

Questi, abbracciata la vita monastica, cedette tutti i suoi beni al fratello Giulio che fu II duca di Palma e I principe di Lampedusa: per un certo periodo soggiornarono nel castello i figli Isabella e il futuro cardinale e santo Giuseppe Maria. La rocca successivamente passò ai marchesi Bilotti Ruggi d'Aragona. Abbandonato al degrado per parecchio tempo, l'edificio ha subito dei lavori di restauro, con interventi inappropriati e discutibili, come la contornatura in mattoni di finestre, l'uso improprio di intonaci e di moderne pavimentazioni in cotto.
È da ricordare che all'interno della cappella è custodita una statua della Madonna che il Caputo attribuisce ad Antonello Gagini.

Assai interessante è la leggenda in cui si narra che la statua, sottratta dai vicini abitanti di Agrigento, fu riportata dai palmesi nel castello dopo una lunga e furibonda lotta. Ad avvalorare tale fatto è il nome dato ad un corso d'acqua che da allora fu indicato come il "vallone della battaglia".

## Galleria d'immagini

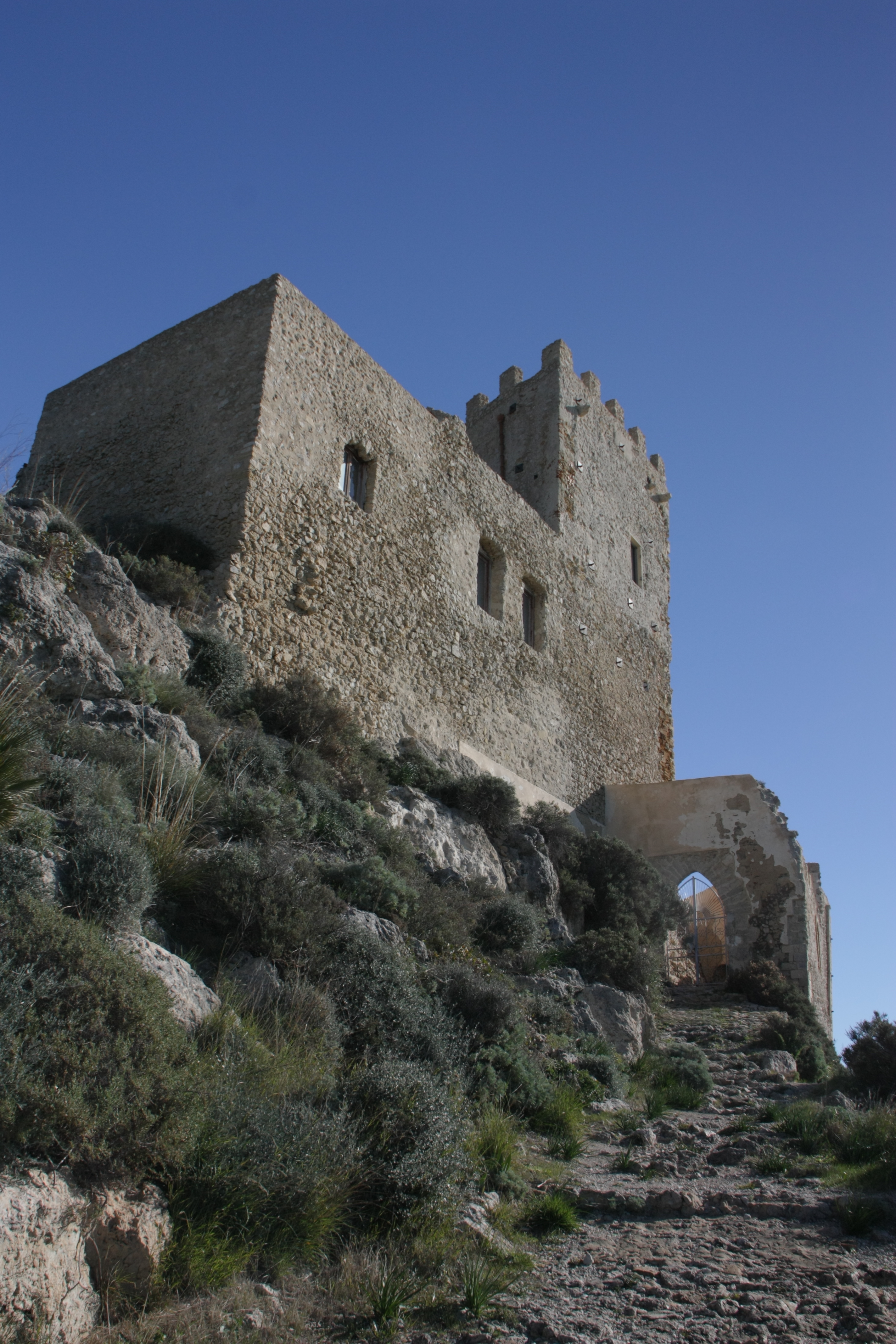
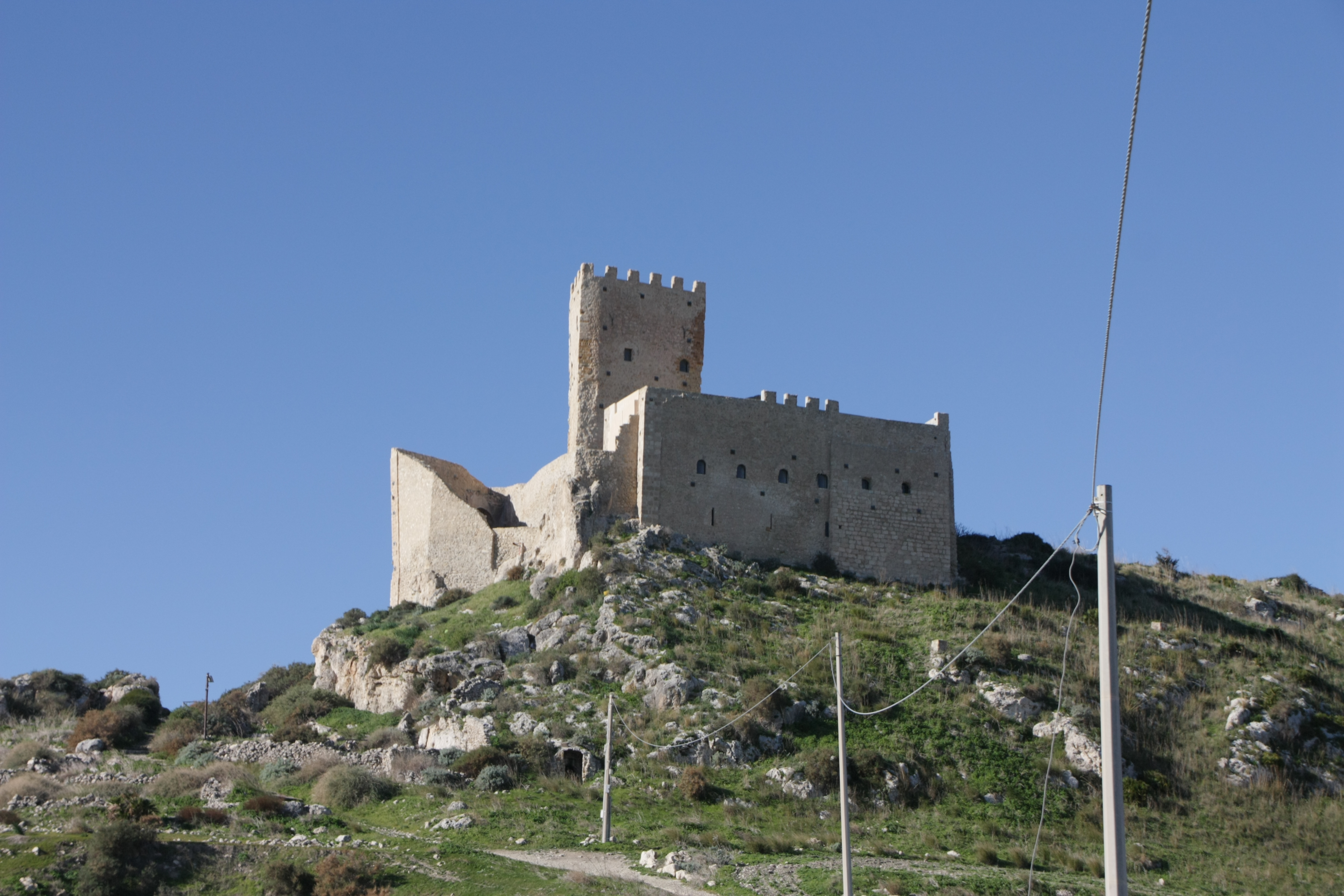